# 氟硅钙钠石
氟硅钙钠石（英语：Agrellite，化学式NaCa2Si4O10F）是一种稀有的三斜链硅酸盐矿物，具有四周期单链二氧化硅四面体。
它是一种白色至灰色半透明矿物，具有珍珠光泽和白色条纹。它的莫氏硬度为5.5，比重为2.8。它的模式产地是加拿大魁北克省的基帕瓦碱性杂岩，在那里它以板状板条的形式出现在伟晶岩透镜体中。其他地点包括俄罗斯摩尔曼斯克州、塔吉克斯坦达拉伊皮奥兹冰川（Dara-i-Pioz Glacier）和中国辽宁赛马综合体。模式产地的常见伴生矿物包括锆石、异性石、硅锆钠石、硅铈钙钾石、褐硅铈矿和方解石。
氟硅钙钠石在短波紫外光下显示强烈的粉红色荧光，在长波紫外光下显示弱粉红色荧光。荧光激活剂主要是Mn2+，还有少量的Eu2+、Sm3+和Dy3+。
它的命名是为了纪念剑桥大学英国矿物学家斯图尔特·奥洛夫·阿格雷尔（Stuart Olof Agrell，1913-1996）。